# Ẩm thực Litva

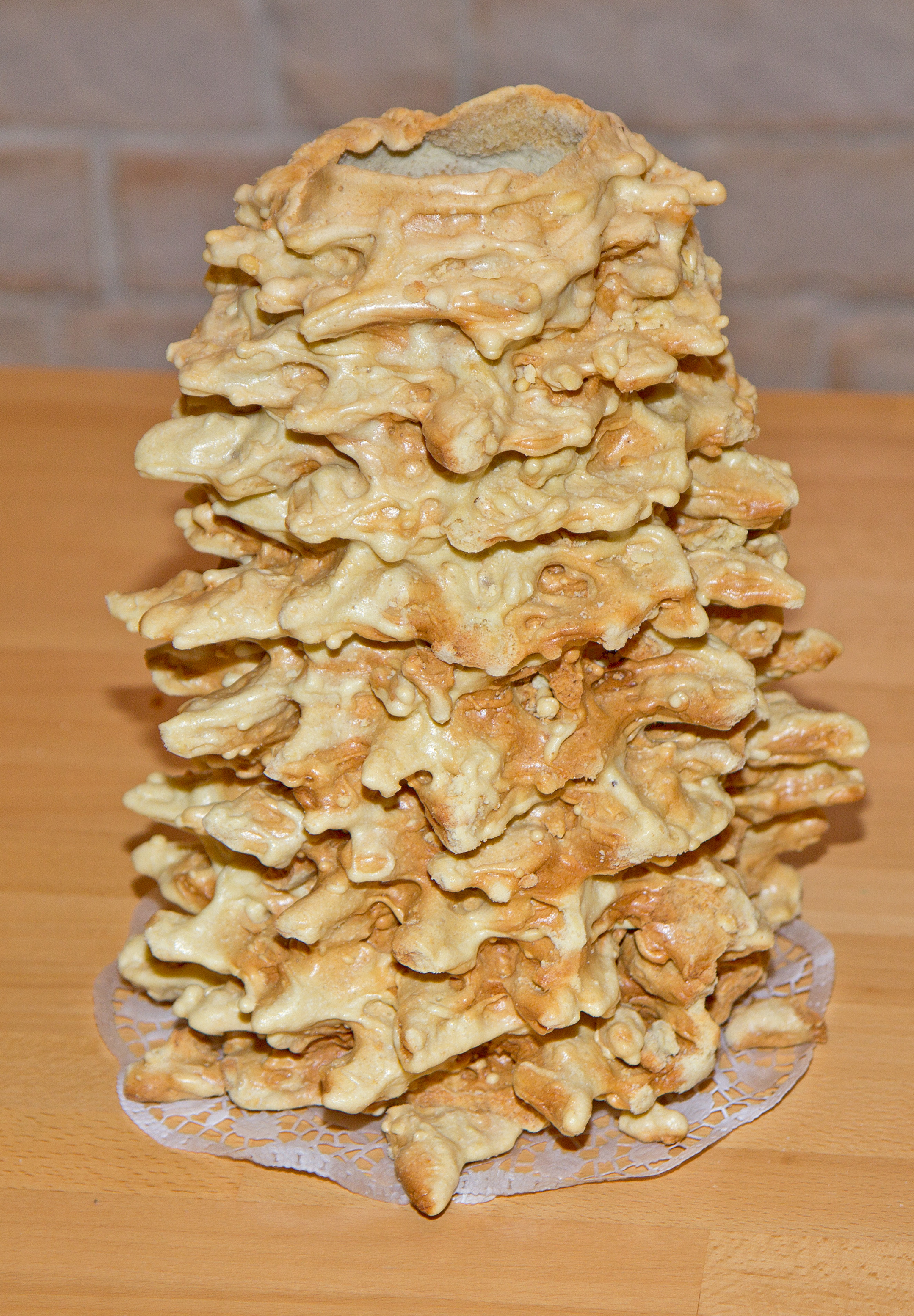
Ẩm thực Litva

Ẩm thực Litva nổi bật với các sản phẩm phù hợp với khí hậu miền Bắc mát mẻ và ẩm ướt của Litva: lúa mạch, khoai tây, lúa mạch đen, củ cải đường, rau xanh, hoa quả, và nấm được trồng tại địa phương, và các sản phẩm từ sữa là một trong những đặc sản quốc gia này. Do quốc gia này có khí hậu và cách canh tác giống với các quốc gia ở Bắc Âu, món ăn Litva có nhiều điểm chung với Đông Âu (Ba Lan, Ukraina) và một số điểm tương đồng với ẩm thực vùng Scandinavia, cũng Hungary, Rumani, và Gruzia các món ăn cũng như ẩm thực Ashkenazi. Tuy nhiên, ẩm thực Litva có đặc điểm phân biệt của riêng mình, mà được hình thành bởi một loạt các ảnh hưởng trong quá trình lịch sử lâu dài và khó khăn của đất nước.
Do di sản chung của họ, Litva, Ba Lan, và người Do Thái Ashkenazi có rất nhiều món ăn và đồ uống giống nhau. Như vậy các loại bánh bao (koldūnai, kreplach hoặc pierogi) theo kiểu Litva, người Litva gốc Do Thái, Ba Lan, bánh rán spurgos hoặc (pączki), và crepes blynai (blintzes). Truyền thống Đức cũng bị ảnh hưởng ẩm thực Litva, du nhập các món ăn từ thịt lợn và khoai tây, như bánh khoai tây (hoặc kugelis Kugel) và xúc xích khoai tây (vėdarai), cũng như các bánh cây baroque được gọi là Šakotis. Ảnh hưởng ngoại lai nhất của các ảnh hưởng ẩm thực Đông (Karaite) ẩm thực và các món ăn kibinai và čeburekai được phổ biến ở Lithuania. Torte Napoleon đã được du nhập trong thời gian Napoleon đi qua Lithuania trong thế kỷ 19.
Sự chiếm đóng của Liên Xô gây ảnh hưởng rất lớn lên ẩm thực Lithuania. Sau khi sự phục hồi của nền độc lập vào năm 1990, món ăn truyền thống đã trở thành một trong những cách để ăn mừng danh Lithuania.
Mặc dù rõ ràng phong phú của các món ăn, Lithuania một tỷ lệ dân béo phì rất thấp.